# Nao Shirahase
Nao Shirahase, född 30 januari 2008, är en japansk konstsimmare.

## Karriär
Vid ungdoms-VM 2023 i Aten tog Shirahase brons i det fria soloprogrammet, silver i det fria parprogrammet tillsammans med Manami Dodo samt var en del av Japans lag som tog guld i både det fria lagprogrammet och i fri kombination. Vid junior-VM 2024 i Lima var hon en del av Japans lag som tog silver i både det tekniska och fria lagprogrammet.
Vid VM 2025 i Singapore var Shirahase en del av Japans lag som tog silver i det fria lagprogrammet.